# Георгіос Ламбелет
Гео́ргіос Ламбеле́т (грец. Γεώργιος Λαμπελέτ; * 24 грудня 1875, Керкіра,— † 30 жовтня 1945, Афіни) — грецький композитор, диригент, музикознавець; представник Іонічної школи й один із засновників новогрецької музичної школи.
Народився в музичний сім’ї: батько його був музикантом і вчив його основам теорії та композиції, а початковим навичкам гри на фортепіано його навчила мама. Почав навчатися на правничому факультеті Афінського університету, але невдовзі віддав перевагу музичній освіті. В 1895–1901 роках навчався в Неаполі, в консерваторії Сан-П’єтро а Маєлла (як і Лавранґас).
Повернувшись до Греції, 1901 року опублікував працю «Національна музика», в якій закликав композиторів здобувати натхнення з фольклорних джерел. Цей заклик було зроблено значно раніше, ніж вийшов маніфест Каломіріса (1908). Та ж сама націоналістична тенеденція була основним напрямком часопису «Критика», який він видавав разом з Г. Аксиотісом у 1903 році (вийшло два томи). Одним з перших розпочав вивчення грецької народної музики; збирав, досліджував та систематизував народні пісні й танки. В 1928–1931 видавав у Афінах ще один журнал, «Musical Chronicles» (разом із І. Пападопулосом). Важливе значення має його збірка шістдесяти народних мелодій (опубліковані разом із транскрипцією, гармонізацією та критичним дослідженням у 1930; 1934 — перевидання французькою мовою).
Значну частину музичних творів Ламбелета втрачено, але ті, що збереглися, демонструють бездоганну техніку й смак. Це особливо виявилося в його піснях, основаних переважно на народних мелодіях; голосоведення в них ідеально відповідає інтонаційним особливостям грецької мови. Ці пісні вважаються за проміжну ланку між піснями Самараса та пізнішими — Ріадіса. Одним з перших зразків грецького симфонізму є його симфонічна поема «Свято» (1930), для якої характерне яскраве оркестрування. Серед інших творів Ламбелета — Елегія для оркестру, хорові твори «Гімн миру» (1929), «Балканський гімн» (1930) тощо.
Кілька років Ламбелет викладав у Пірейські консерваторії.